# Emily Clark
Pour les articles homonymes, voir Clark.
Pour l’article homonyme, voir Emily Clark (hockey sur glace).
Emily Clark est une romancière anglaise. On ne connaît pas ses dates de naissance ni de mort, mais on sait qu'elle a publié un premier roman en 1798 et qu'elle avait postulé au Royal Literary Fund pour la dernière fois en 1833.

## Famille
Elle est la petite fille du Colonel Frederick, fils de Theodor Freiherr von Stephan Neuhoff, éphémère roi de Corse sous le nom de Théodore Ier.

## Œuvres
- Ianthé, ou la Rose du mont-Snodon et les cinq rivaux, Laurens Jeune, 1801 ((en) Ianthé, or the Flower of Caernarvon[3], 1798)traduit de l'anglais par Jean-Louis Lacroix, 2 vol., in-12
- Ermina Monrose ou la Vallée de Riversdale, Gueffier, 1801 ((en) Ermina Montrose or The Cottage of the Vale[4], 1800)traduit de l’anglais par J.-B.-J. Breton, 3 vol. in-12
- (en) The Banks of the Douro, or, The Maid of Portugal, 1805
- (en) Poems : Consisting principally of Ballads, 1810
- (en) Tales at the Fireside, 1817
- (en) The Esquimaux, or Fidelity. A Tale, 1819en 3 vol.

## Lecture en ligne
- (fr) Ermina Monrose : ou La Vallée de Riversdale, t. I, Paris, Gueffier jeune, an ix, 217 p. (lire en ligne)
- (fr) Ermina Monrose : ou La Vallée de Riversdale, t. II, Paris, Gueffier jeune, an ix, 233 p. (lire en ligne)
- (en) The banks of the Douro : or, The maid of Portugal, vol. I, Londres, Minerva-Press, 1805, 294 p. (lire en ligne)

## Sources
- Joseph Marie Quérard, La France littéraire : Dictionnaire bibliographique des savants, historiens et gens de lettres de la France, t. 2, Paris, Firmin Didot, 1838 (lire en ligne)
- P. Roux, Journal typographique et bibliographique, vol. 4, Paris, 1801, 383 p. (lire en ligne)
- Guillaume Fleischer, Annuaire de la Librairie, Paris, Imprimerie Baudouin, 1802, 756 p. (lire en ligne)